# Liste der Kulturdenkmäler in Büchenbeuren
In der Liste der Kulturdenkmäler in Büchenbeuren sind alle Kulturdenkmäler der rheinland-pfälzischen Ortsgemeinde Büchenbeuren aufgeführt. Grundlage ist die Denkmalliste des Landes Rheinland-Pfalz (Stand: 27. Oktober 2023).

## Einzeldenkmäler
| Bezeichnung         | Lage                           | Baujahr | Beschreibung | Bild                           |
| ------------------- | ------------------------------ | ------- | --- | ------------------------------ |
| Villa               | Bahnhofstraße 11 Lage          | um 1900 | späthistoristische Villa, Neurenaissance, um 1900; bauliche Gesamtanlage mit Garten; bekannt als „Villa Lucie“ aus der Filmreihe Heimat | BW                             |
| Evangelische Kirche | Hauptstraße 50 Lage            | 1838–40 | klassizistischer Saalbau, 1838–40, Bauinspektor Ludwig Behr, Kreuznach                                                                  | weitere Bilder Fotos hochladen |
| Wandgemälde         | Hauptstraße, in Nr. 73/75 Lage | 1923    | Wandgemälde „Aussaat“ und „Ernte“ von Friedrich Karl Ströher, 1923                                                                      | BW                             |